# Жанпеисова, Сауле Стаханшыловна
Сауле Стаханшыловна Жанпеисова (каз. Сәуле Стаханшылқызы Жанпейісова; 14 августа 1966, село Маятас, Сарысуский район, Жамбылская область, КазССР, СССР) — казахская певица, исполнительница казахских народных и традиционных песен. Заслуженный деятель Казахстана (2009), кандидат филологических наук (2011).

## Биография
Родилась 14 августа 1966 года в селе Маятас Сарысуского района Жамбылской области.
В 1983 году поступила в Алматинское Республиканское училище циркового искусства эстрады на отделение народной песни, которое окончила в 1985 году. (класс народного артиста Казахской ССР Гарифуллы Курмангалиева).
В 1994 году окончила филологический факультет Казахского национального университета имени Аль-фараби, в 1997 году Казахскую национальную консерваторию имени Курмангазы.
Трудовую деятельность начала в 1985 году солистом Казахского государственного гастрольно-концертного объединения «Казахконцерт».
С 1986 по 1991 год — преподаватель музыки школы им. Д.Сембина (Жамбылская область);
С 1991 по 2000 год — старший преподаватель Казахской национальной консерватории им. Курмангазы;
С 2000 по 2004 год — директор музыкального колледжа им. Д.Нурпейисовой (Атырауская область);
С 2004 по 2012 год — зав.кафедры народного пения, доцент Казахской национальной консерватории;
С 2012 по 2015 год — директор Жамбылской областной филармонии;
С 2015 по 2020 год — руководитель центра искусств «Аманат» (г. Алматы);
С 2020 года — доцент кафедры народного пения Казахской национальной консерватории им. Курмангазы;

## Творчество
В 2010 году защитила кандидатскую диссертацию, на тему: «Образы поэтов-песенников в казахской прозе» (каз. «Қазақ прозасындағы әнші ақындар бейнесі»).
С исполнительским мастерством внес большой вклад в развитие казахского песенного искусства.

### Избранные песни
- каз. «Үлкен айдай» Мухит Мералыулы;[3]
- каз. «Айнамкөз» Мухит Мералыулы;
- каз. «Ақ Иіс» Мухит Мералыулы;
- каз. «Зәуреш» Мухит Мералыулы;
- каз. «Ақерке» Сегиз-Сери;
- каз. «Сүйген жар» Курмангалиев, Гарифулла;
- каз. «Тойбастар» Кашаган Куржиманулы;
- каз. «Махамбеттің термесі» Махамбет Утемисов;
- каз. «Гәкку» Укили Ыбырай;
- каз. «Ортаңа келді өз балаң» Айбергенов, Толеген;
- каз. «Алматы кешінде» Илья Жаханов;
- каз. «Толағай» Илья Жаханов;
- каз. «Дүние — ай» (казахская народная песня);
- каз. «Шымыр» (казахская народная песня);
- каз. «Ақерке» (казахская народная песня);
- каз. «Ақ сұңқар» (казахская народная песня);
- каз. «Дариға» (казахская народная песня);
- каз. «Өр Алтай» (казахская народная песня);
- каз. «Желкілдек» (казахская народная песня);

Гастролировала за рубежом (Франция, Голландия, Венгрия, Норвегия, Чехословакия, Китай, Германия, Турция, Бирма, Канада, Швеция, Бельгия, Монголия, Россия, Узбекистан, Кыргызстан и др.).

## Награды и звания
- 1985 — Лауреат Республиканского фестиваля «Жигер» (Алматы);
- 1988 — Лауреат Республиканского конкурса певцов имени Амре Кашаубаева (Алматы);
- 1991 — Лауреат певческого конкурса имени Мухита Мералыулы (Алматы);
- 1992 — Государственная молодежная премия Правительства Республики Казахстан «Дарын» в номинации «Народное творчество»;
- 2001 — Медаль «10 лет независимости Республики Казахстан»;
- 2009 — Заслуженный деятель Казахстана — за заслуги в развитии казахского песенного искусства.;
- 2011 — Почётный гражданин Сарысуского района;[4]